# Deltoplastis coercita
Deltoplastis coercita är en fjärilsart som beskrevs av Edward Meyrick 1923. Deltoplastis coercita ingår i släktet Deltoplastis och familjen Lecithoceridae. Inga underarter finns listade i Catalogue of Life.